# Bitwa pod Strużką

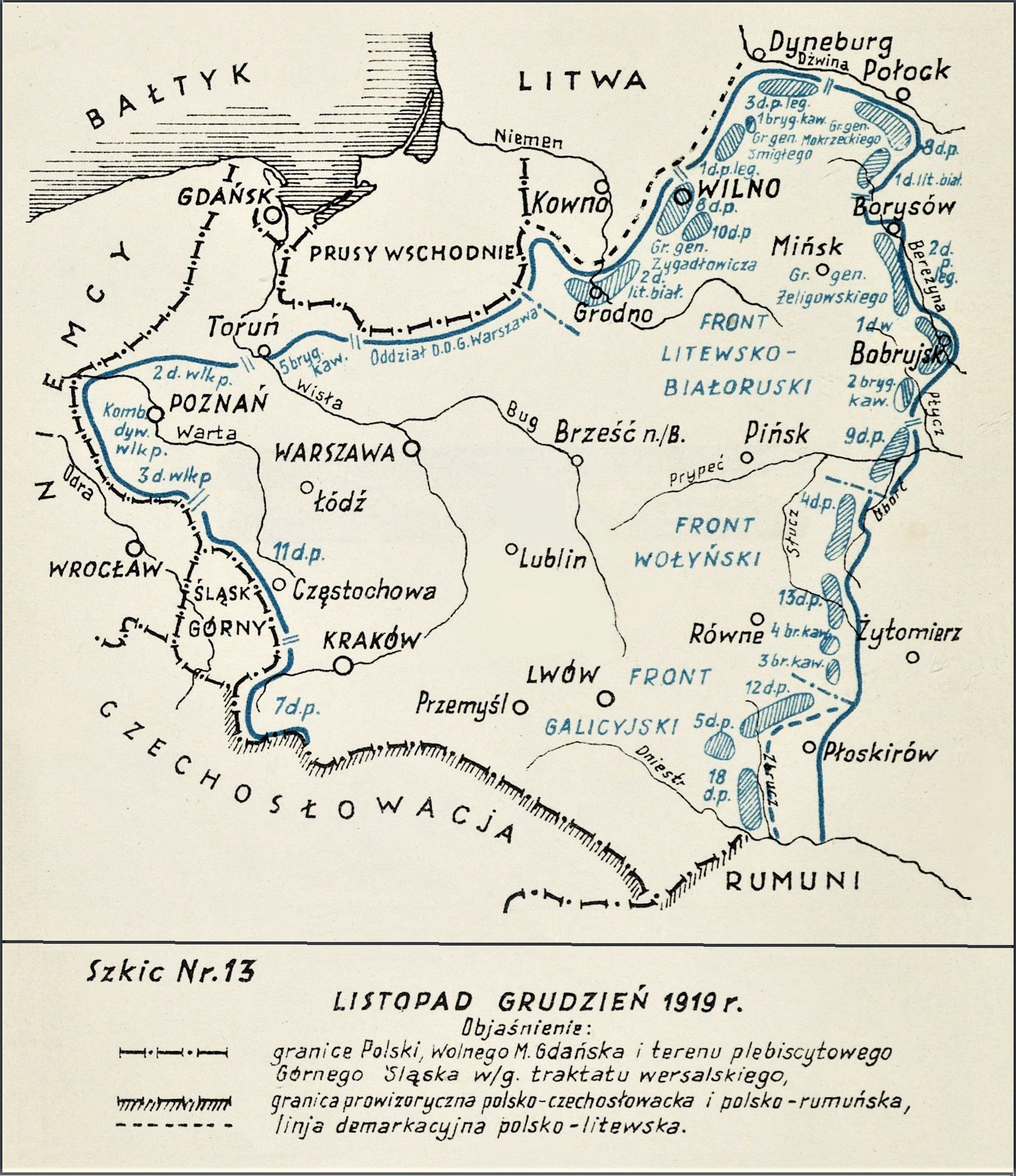
Adam Przybylski,
Wojna Polska 1918–1921

Bitwa pod Strużką – walki polskiego 54 pułku piechoty kpt. Wiktora Ogórka z oddziałami sowieckiej 60 Dywizji Strzelców komdiwa Iwana Dubowoja w okresie wojny polsko-bolszewickiej.

## Geneza
Zimą 1919/1920, na froncie polsko-sowieckim odnotowywano tylko działania lokalne. Linia frontu była rozciągnięta od środkowej Dźwiny, wzdłuż Berezyny, Uborci, Słuczy, po Dniestr. Zastój w działaniach wojennych obie strony wykorzystywały na przygotowanie się do decydujących rozstrzygnięć militarnych, planowanych na wiosnę i lato 1920.
Zimą i wczesną wiosną na froncie zarówno Sowieci jak i Polacy organizowali wypady celem rozpoznania przeciwnika lub dezorganizacji jego działań ofensywnych. W kwietniu polska 18 Dywizja Piechoty została zaatakowana przez oddziały sowieckiej 60 Dywizji Strzelców. Polskie dowództwo postanowiło walczący dotąd w składzie 5 Dywizji Piechoty 54 pułk piechoty przekazać do dyspozycji dowódcy 18 Dywizji Piechoty.

## Walczące wojska
| Jednostka                     | Dowódca                   | Podporządkowanie     |
| Wojsko Polskie                |                           |                      |
| dowództwo 18 Dywizji Piechoty | gen. Franciszek Krajowski | Front Podolski (6 A) |
| ⇒ 54 pułk piechoty            | p.o. kpt. Wiktor Ogórek   | 7 Dywizja Piechoty   |
| → I batalion 54 pp            |                           | 54 pułk piechoty     |
| → II batalion 54 pp           |                           | 54 pułk piechoty     |
| → III batalion 54 pp          | p.o. por. Leon Szymański  | 54 pułk piechoty     |
| ⇒ 6 pułk ułanów               | ppłk Stefan Cieński       |                      |
| Armia Czerwona                |                           |                      |
| 60 Dywizja Strzelców          | komdiw Iwan Dubowoj       | 12 Armia             |

## Walki pod Strużką
10 kwietnia 54 pułk piechoty Strzelców Kresowych wykonał marsz forsowny, wszedł w rejon działania 18 Dywizji Piechoty i stanął w Zamiechowie. W tym czasie przeciwnik nacierał na Nową Uszycę od strony Wierzbowca i opanował Strużkę. Dowódca 18 Dywizji Piechoty gen. Franciszek Krajowski nakazał pełniącemu obowiązki dowódcy 54 pułku piechoty kpt. Wiktorowi Ogórkowi odbić Strużkę i zdobyć Wierzbowiec. Lewe skrzydło pułku miał osłaniać 6 pułk ułanów, a jeden jego szwadron przydzielono do dyspozycji dowódcy 54 pp.

Pełniący obowiązki dowódcy 54 pułku piechoty kpt. Ogórek wydał następujący rozkaz: 

Baon I, kryty na lewem skrzydle szwadronem ułanów, wyruszy o świcie z m. Zamiechów, drogą przez wieś Szeczerbowce do wsi Wierzbowiec. Po osiągnięciu szosy Durniaki – Wierzbowiec zabarykaduje ją w celu odcięcia odwrotu nieprzyjacielskim autom pancernym. W pół godziny za I baonem wyruszy baon II, zajmie wieś Ołchowiec i utrzyma ją do czasu nadejścia dalszych rozkazów. Baon III pójdzie w odwodzie za prawem skrzydłem II baonu.

11 kwietnia pułk ruszył do natarcia. Zgodnie z rozkazem, jego I batalion ze szwadronem 6 pułku ułanów maszerował z Zamiechowa na Strużkę – Wierzbowiec, II batalion na Strużkę – Olchowiec, a III batalion stanowił odwód i maszerował za II batalionem. Dochodząc do Strużki I batalion utknął w silnym ogniu broni maszynowej.  Wsparły go 5 i 7 kompana z II batalionu i w ciągu godziny miejscowość opanowano. Kontynuujące natarcie, kompanie II batalionu ruszyły na Wierzbowiec. Tu natknęły się na ogień dwóch samochodów pancernych operujących na trakcie Durniaki - Wierzbowiec. 7 kompania próbowała obejść niebezpieczną strefę i odciąć samochodom drogę manewru, ale zagrożone pancerki wycofały się z pola walki. Po opanowaniu Strużki polskie bataliony ruszyły na Olchowiec. W pościgu za cofającymi się oddziałami 60 Dywizji Strzelców wzięto do niewoli znaczną liczbę jeńców, zdobyto baterię artylerii i kilkanaście ckm-ów. W ręce Polaków wpadła też kolumna taborów 60 Dywizji Strzelców. Straty polskie to 12 zabitych, w tym dowódca III batalionu por. Leon Szymański, i ponad 30 rannych, w tym adiutant pułku por. Zub.

## Upamiętnienie
19 maja 1927 roku minister spraw wojskowych, marszałek Polski Józef Piłsudski ustalił i zatwierdził dzień 11 kwietnia, jako datę święta pułkowego. Święto obchodzono w rocznicę walki stoczonej 11 kwietnia 1920 roku pod Strużką.